# ويلسون شيبيت
ويلسون كوامباي شيبيت (بالإنجليزية: Wilson Chebet)‏ (من مواليد 12 يوليو 1985 من منطقة ماراكويت- كينيا) عداء مسافات طويلة من كينيا متخصص في مسابقات الماراثون. أفضل رقم مسجل له في بطولات الماراثون هو 02:05:27.
بدأ التنافس دوليا عام 2005 وفرض نفسه في عدد من الانتصارات المهمة في سنواته الثلاث الأولى من المنافسة، بما في ذلك مرسيليا-كاسي كلاسيك الدولي وماراثون فانست سيتي الأميركية. فاز في نصف ماراثون جرانوليريس ونصف ماراثون روتردام ونصف ماراثون دلهي عام 2008. ومثل كينيا في بطولة العالم لنصف الماراثون عام 2009 وساعد بفوز الفريق الكيني بالميدالية الذهبية.
بدأ شيبيت المشاركة في سباقات الماراثون عام 2009 وجعل بدايته تنافسية على المسافات الطويلة عام 2010. فاز بصاحب اسرع ثاني زمن (02:06:12) في ماراثون أمستردام عام 2011 (ثاني أسرع زمن لأول مرة في كل العصور). فاز في ماراثونات أمستردام وروتردام. وكرر الفوز في ماراثون أمستردام عام 2012.
له أفضل زمن في منافسات نصف الماراثون (59:15 دقيقة). مصنف كواحد من أفضل وأسرع 15 رياضي وانه ضمن العشرة الأوائل في سباقات ال 20 كم.